# 醒井木彫美術館

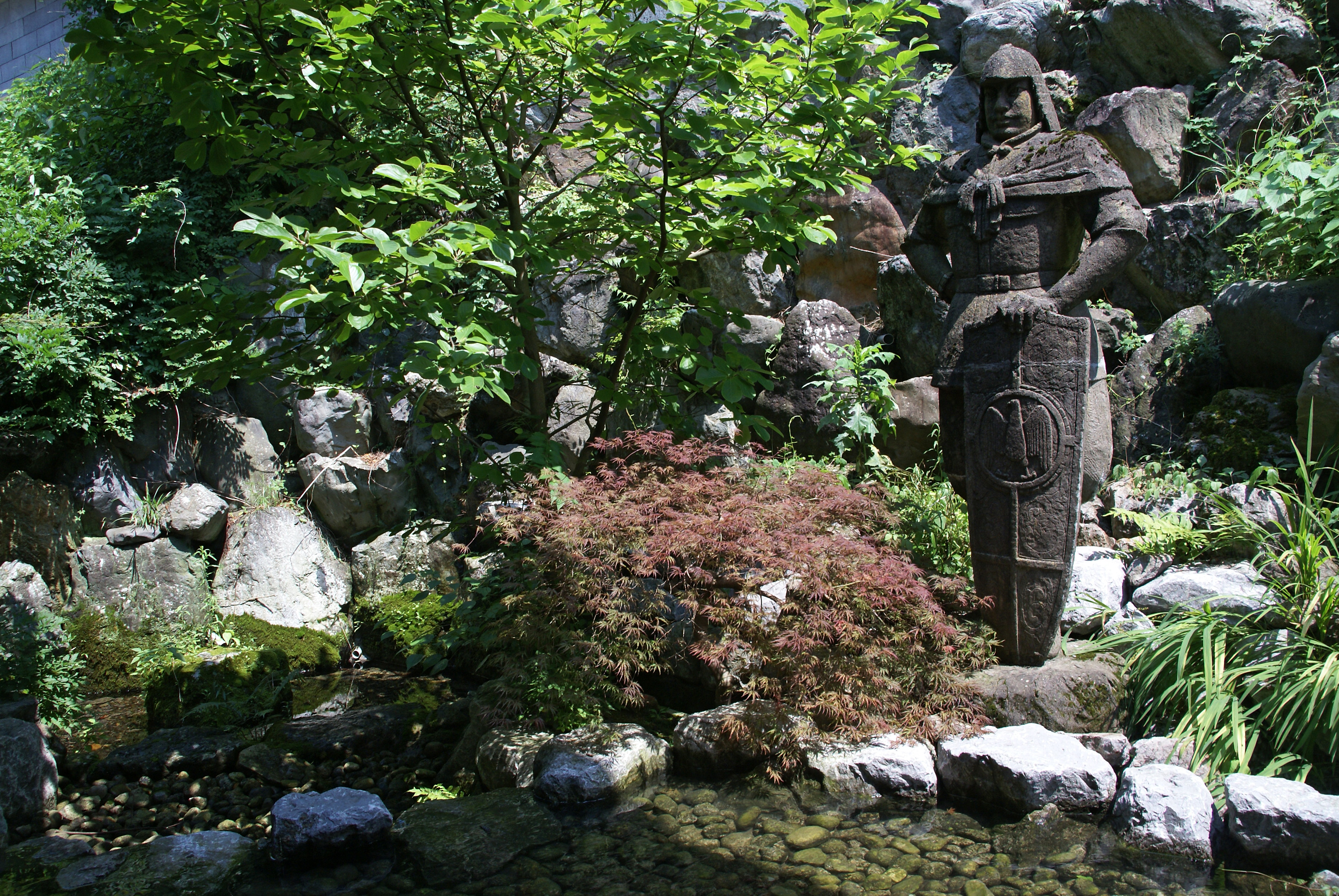
庭園

醒井木彫美術館（さめがいもくちょうびじゅつかん）は、滋賀県米原市にある美術館。

## 概要
中山道の旧宿場・醒井を流れる地蔵川に面して建つ。彫刻家森大造の作品を常設展示する個人美術館として、2002年10月に開館した。
　

## 利用情報
- 土曜・日曜・祝日のみ開館（12月～3月休館）
- 開館時間 - 10時～16時（入館は15時30分まで）

## 建築概要
- 設計 -
- 竣工 - 2002年
- 構造 - 木造+K、地上2階
- 延床面積 -
- 所在地 - 〒521-0035 滋賀県米原市醒井95

## 交通アクセス
- 東海道本線 醒ケ井駅から徒歩8分。
- 北陸自動車道 米原ICから車で約15分。